# 왜행성

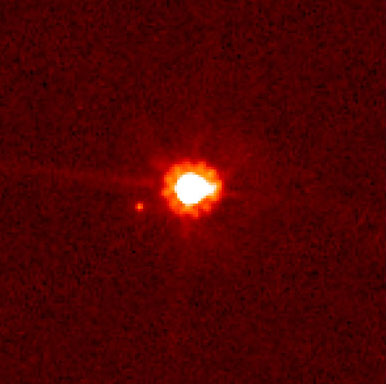
왜행성 에리스

왜행성(矮行星, dwarf planet)은 태양계를 돌고 있는 천체를 분류하는 기준 중 하나로, 국제천문연맹에서 2006년 8월 24일 정의하였다. 
태양계 내의 왜행성은 다음과 같이 정의한다.
- 태양을 도는 궤도를 갖는다.
- 구형에 가까운 모양을 유지하기 위한 중력을 유지할 수 있을 만한 질량을 가진다.
- 궤도 주변의 다른 천체를 배제하지는 못한다.
- 다른 행성의 위성이 아니다.

이 정의에 따라 기존에 행성으로 여겨지던 명왕성을 왜행성으로 재분류 되었다. 명왕성이 속한 궤도 내에 다른 천체(카이퍼 대)들이 아직 많이 남아있기 때문이다.

## 왜행성 목록
국제천문연맹에서는 명왕성, 에리스, 세레스가 왜행성에 속한다고 공식 확인하였다. 마케마케는 2008년 7월 11일에, 하우메아는 2008년 9월 17일에 왜행성으로 인정받았다.
| 이름     | 궤도장반경 | 지름                  | 질량                   | 분류                  |
| -------- | ---------- | --------------------- | ---------------------- | --------------------- |
| 세레스   | 2.768 AU   | 952.4 ±3.4 km         | 9.5 × 1020 kg          | 소행성대              |
| 명왕성   | 39.264 AU  | 2368 ±20 km           | ~1.305 × 1022 kg       | 명왕성족              |
| 하우메아 | 43.218 AU  | 1930×1529×993 km      | (4.006±0.04) × 1021 kg | 공명 해왕성 바깥 천체 |
| 마케마케 | 45.715 AU  | (1502±45)×(1430±9) km | 알 수 없음             | 큐비원족              |
| 에리스   | 67.781 AU  | 2326 ±12 km           | (1.67±0.02) × 1022 kg  | 산란원반 천체         |

왜행성의 새로운 정의에 따르면 아래 천체들이 추가적으로 왜행성으로 분류될 가능성이 있다.
| 이름     | 궤도장반경   | 지름         | 질량               | 분류                   |
| -------- | ------------ | ------------ | ------------------ | ---------------------- |
| 오르쿠스 | 39.173 AU    | 917 ±25 km   | 6.22-6.6 × 1020 kg | 명왕성족               |
| 익시온   | 39.412 AU    | 650 ±100 km  | 3.22-6.6 × 1020 kg | 명왕성족               |
| 살라시아 | 41.907 AU    | 854 ±45 km   | 4.5 × 1020 kg      | 큐비원족?              |
| 마니     | 41.931 AU    | 934 ±47 km   | 알 수 없음         | 큐비원족?              |
| 콰오아   | 43.405 AU    | 1074 ±38 km  | 1.3-1.5 × 1021 kg  | 큐비원족               |
| 공공     | 66.85 AU     | 1280 ±210 km | ~1.3–6 × 1021 kg   | 산란원반 천체          |
| 세드나   | 524.4±1.0 AU | 995 ±80 km   | 1.7-6.1 × 1021 kg  | 내부 오르트 구름 천체? |
| 카론     | 39.264 AU    | 1207 ±3 km   | ~1.305 × 1022 kg   | 명왕성의 위성?         |

아직까지 카이퍼 대와 소행성에 관한 관계가 정리되지는 않았다. 소행성대 밖에 있는 소행성 또한 존재하기 때문이다. 또한 소행성의 정의도 약간 수정되었다. 카론은 현재까지 명왕성의 위성으로 간주되었으나, 아직까지 왜행성인지 판정되지는 않았다. 이중행성계와 행성-위성계의 정의가 명확하지 않기 때문이다. 카론은 다른 위성과 달리 명왕성의 크기와 비슷하며, 궤도는 쌍성과 비슷하기 때문이다.

## 왜행성의 크기와 질량
국제천문연맹 계획 5A에 크기와 질량의 한계는 명시되어 있지 않다. 이는 상한선이 없기 때문에 수성보다 큰 물체들도 왜행성으로 간주될 수 있다는 것이다. 몇몇 천문학자들에 의하면 이 정의에 의해서 45개의 왜행성을 발견할 수 있다고 한다.

## 같이 보기
- 소행성
- 중행성